# Hammer Aue von Gernsheim und Groß-Rohrheim
Das Naturschutz- und FFH-Gebiet Hammer Aue von Gernsheim und Groß-Rohrheim liegt am Rheinufer im Landkreis Bergstraße und im Kreis Groß-Gerau in Hessen.
Das etwa 221 ha große Gebiet, das im Jahr 1997 unter der Kennung 1431026 unter Naturschutz gestellt wurde, erstreckt sich südwestlich von Gernsheim, westlich von Groß-Rohrheim und nördlich von Biblis entlang des westlich fließenden Rheins. Die Landesgrenze zu Rheinland-Pfalz verläuft westlich in der Rheinmitte. Östlich des Gebietes verläuft die B 44. Südlich befindet sich das Gelände des inzwischen abgeschalteten Kernkraftwerks Biblis.
2008 wurde das Gebiet fast flächengleich als FFH-Gebiet Hammer-Aue von Gernsheim und Groß-Rohrheim (mit Bindestrich) ausgewiesen.

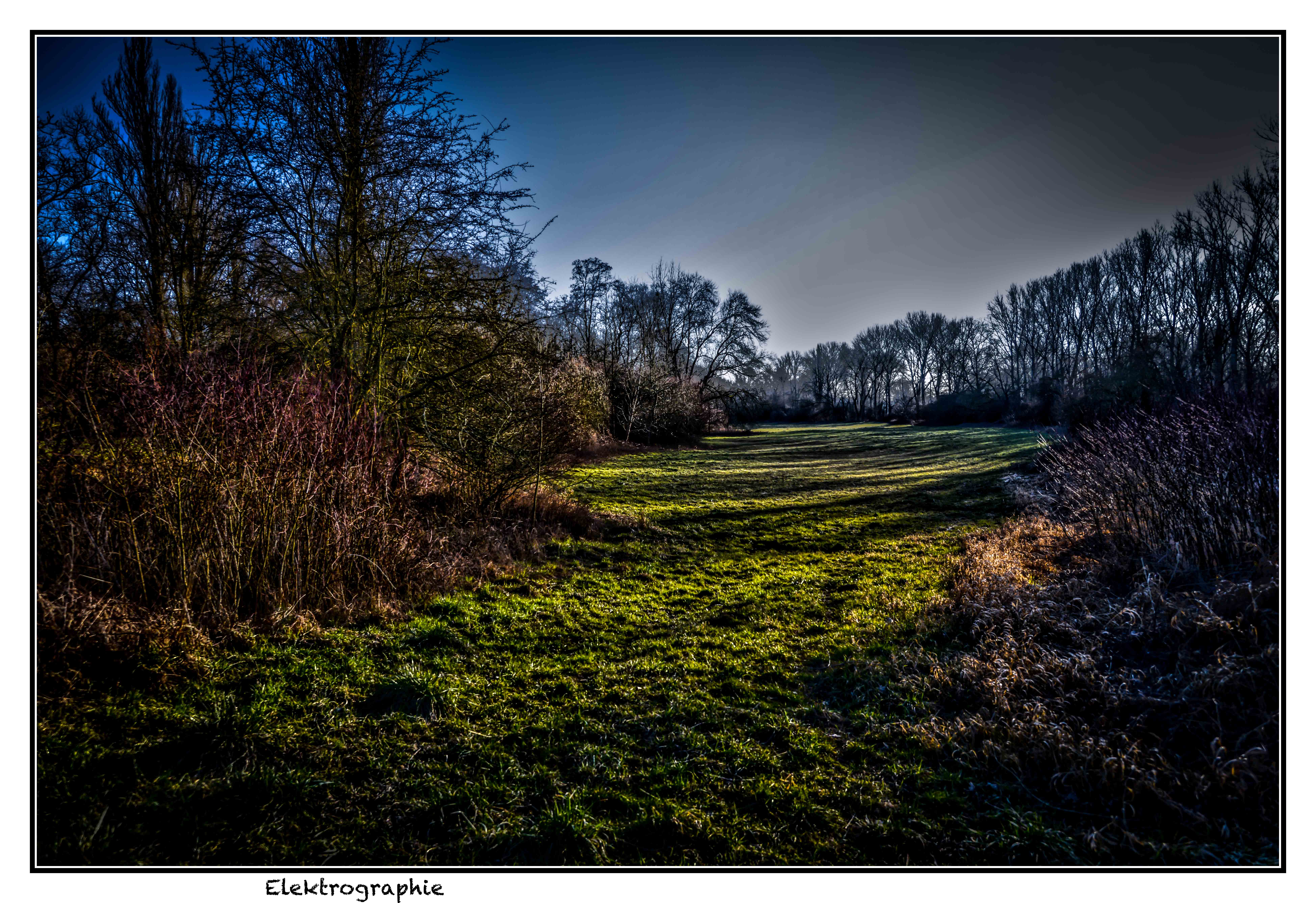
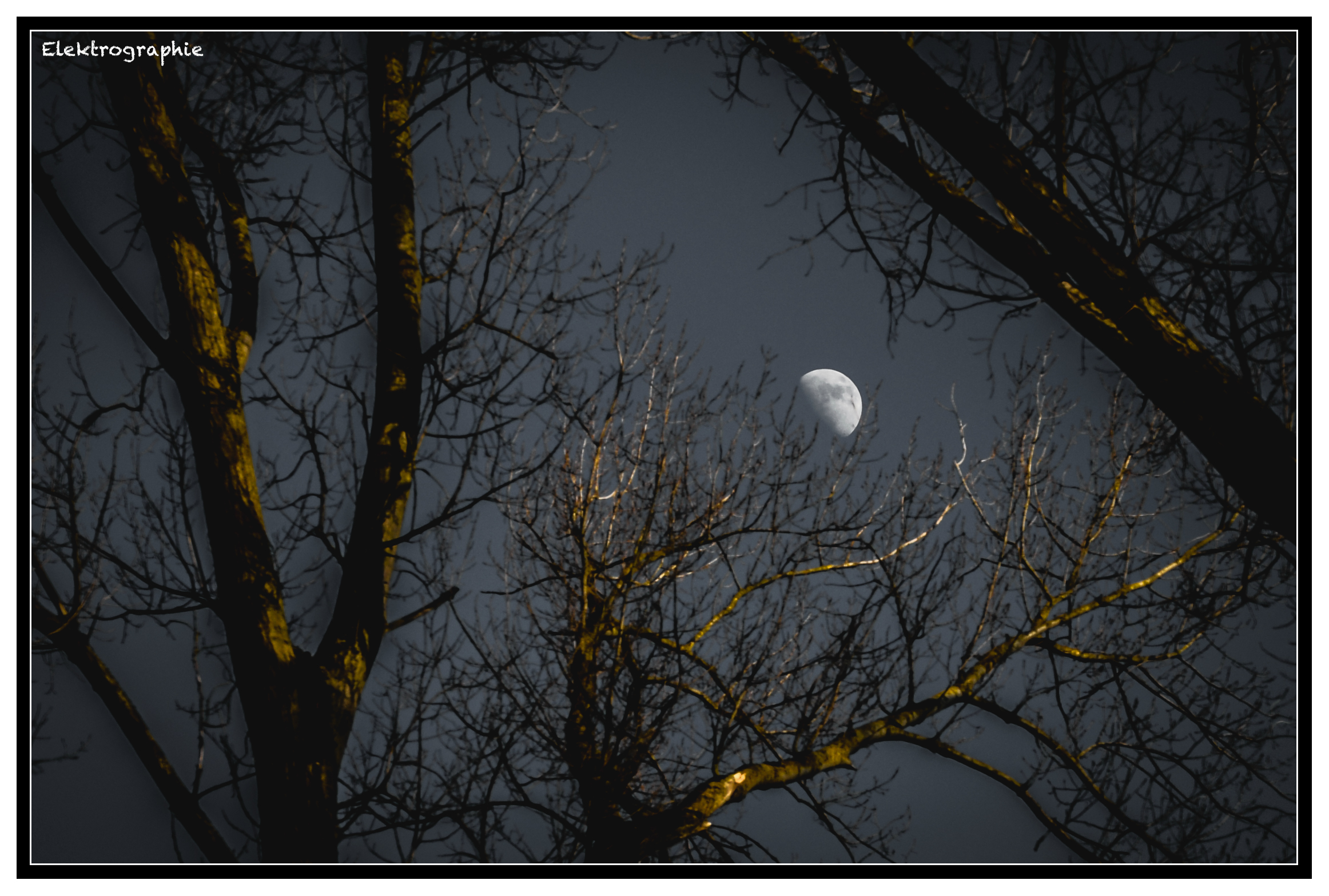
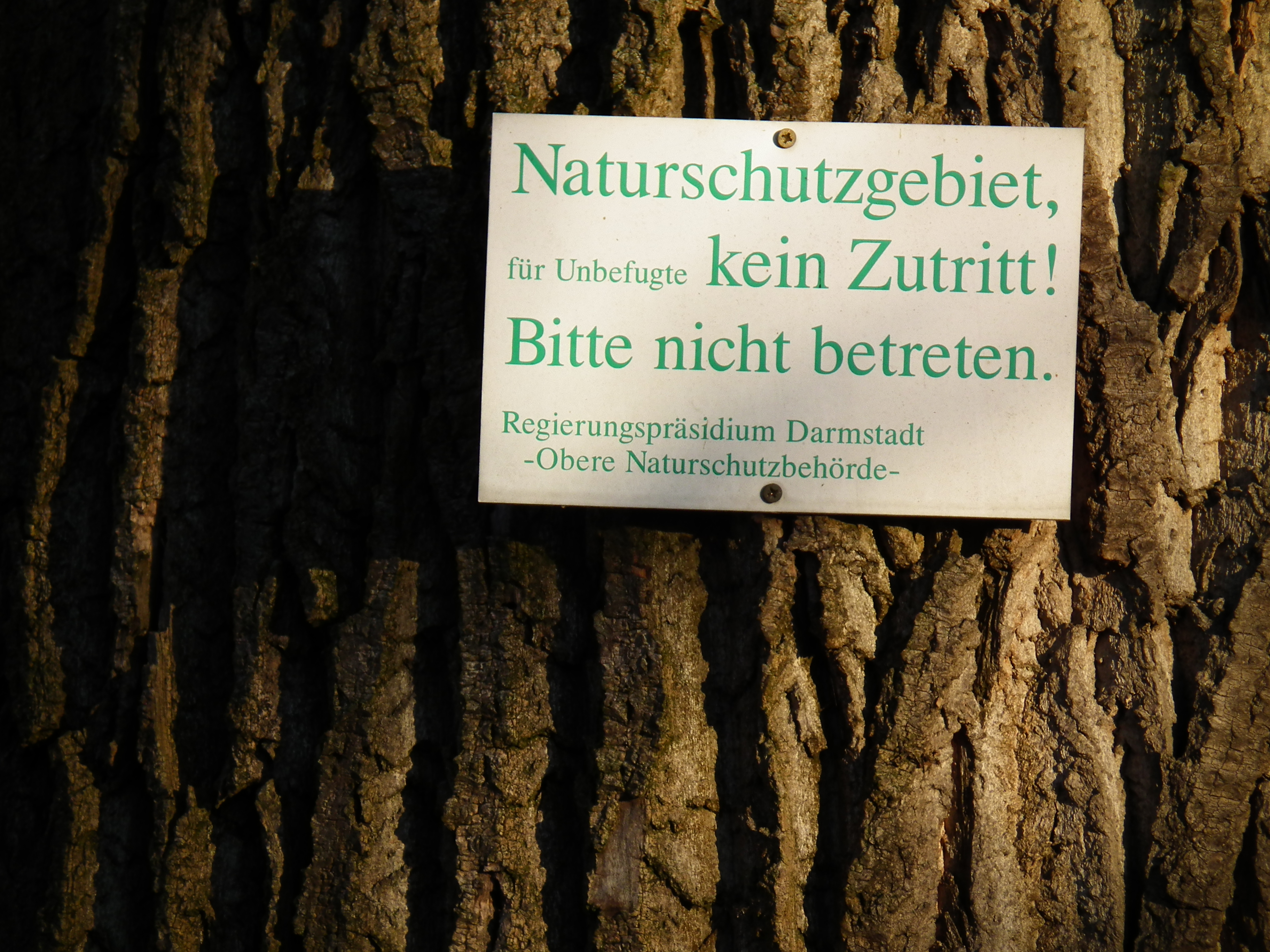
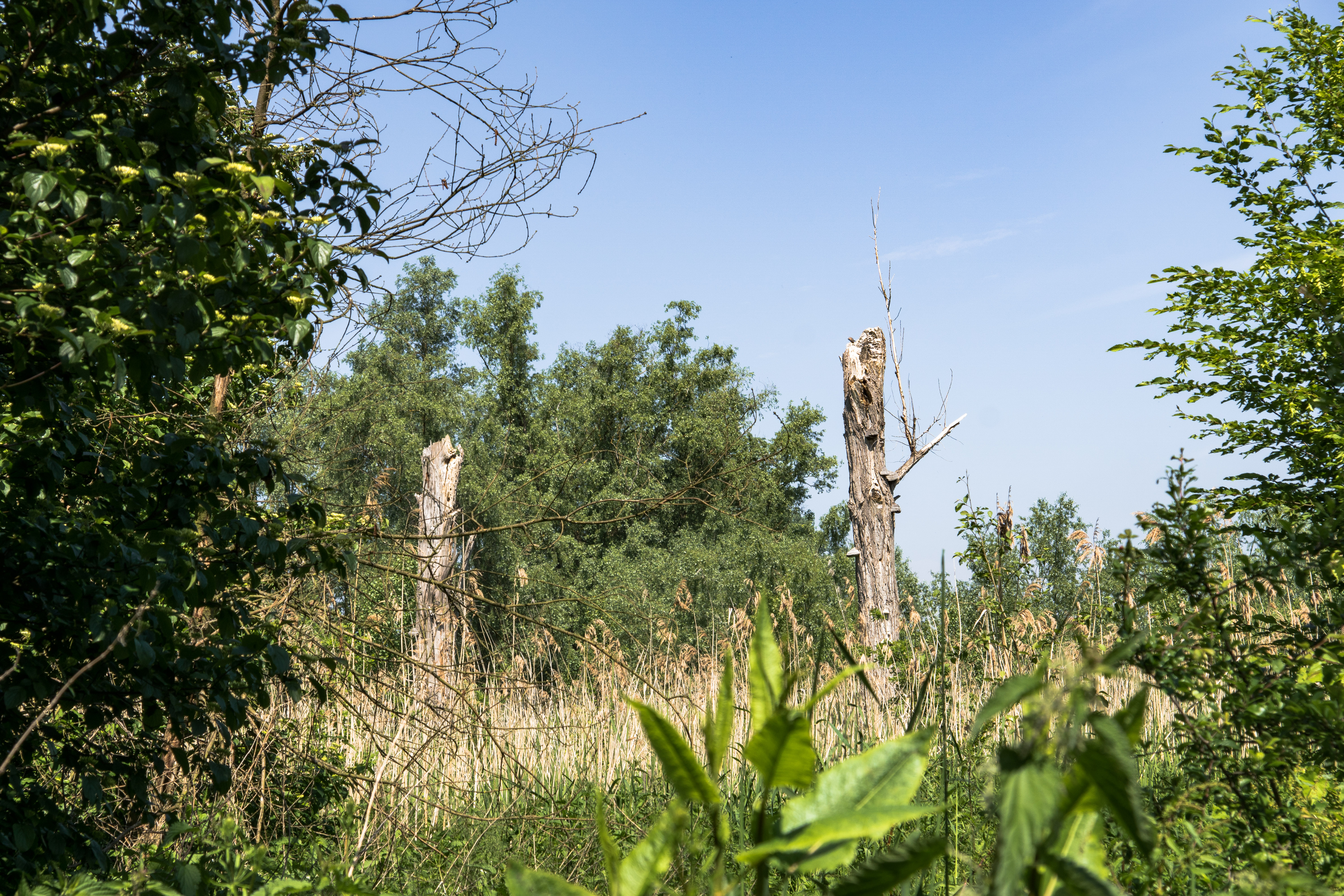
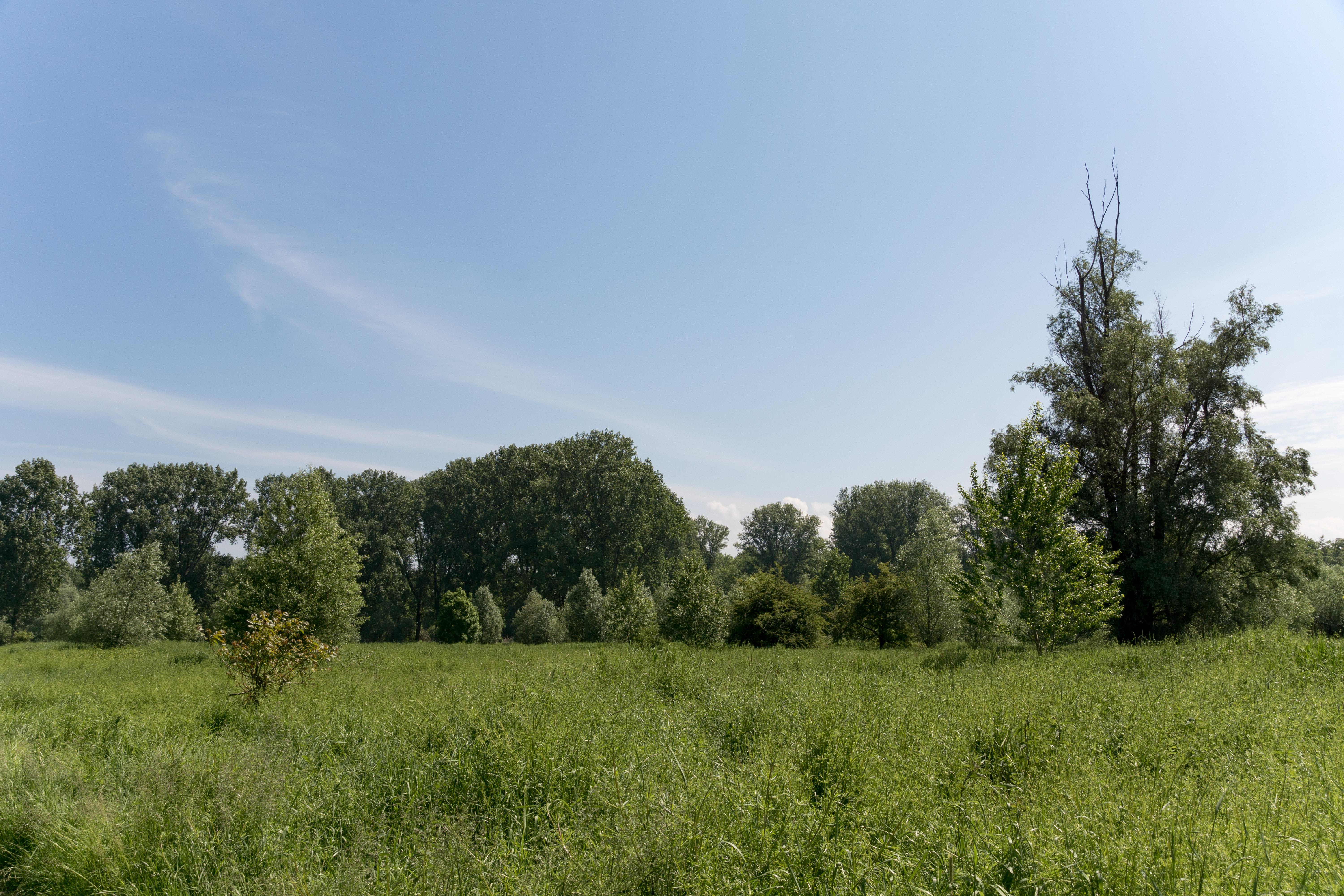
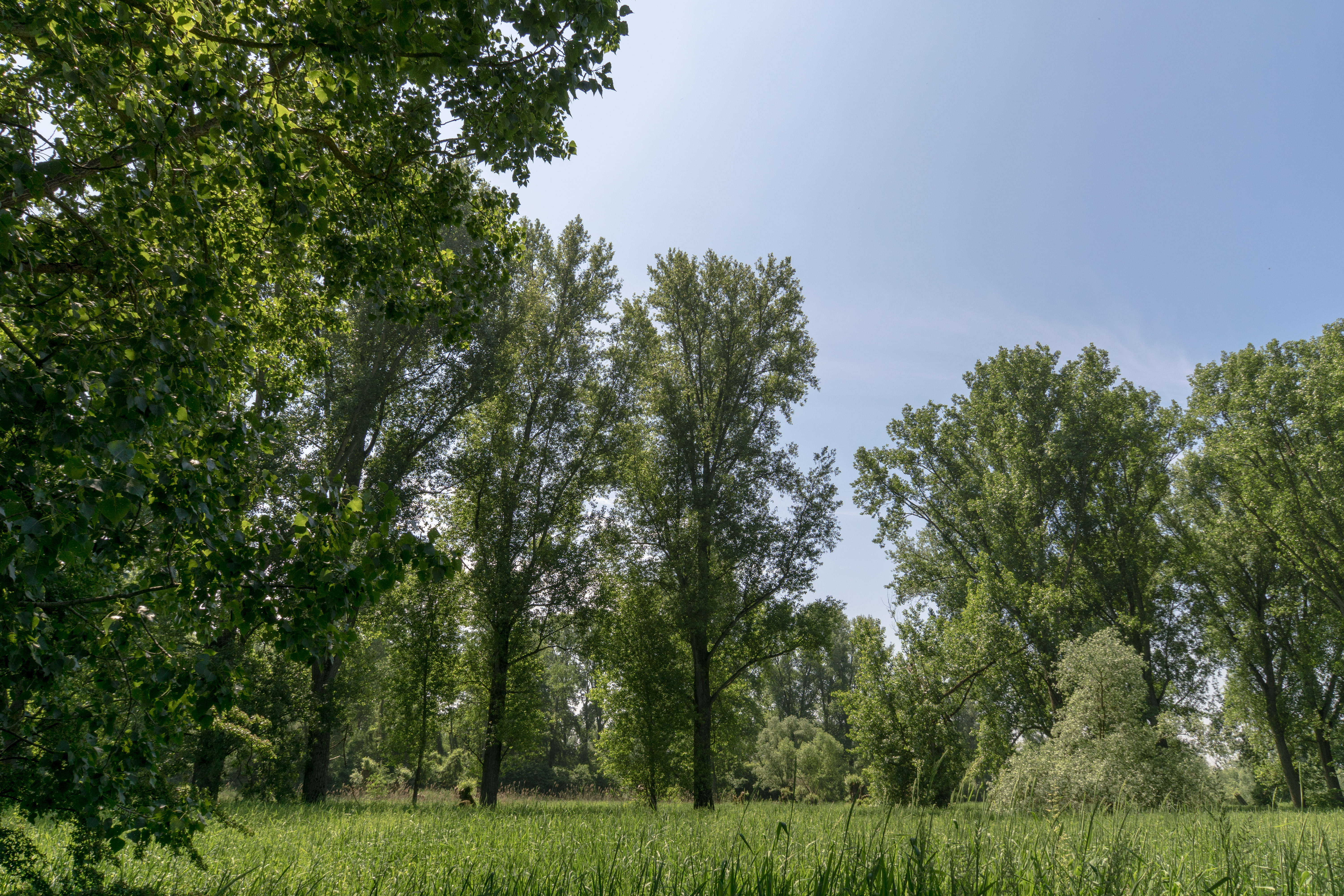
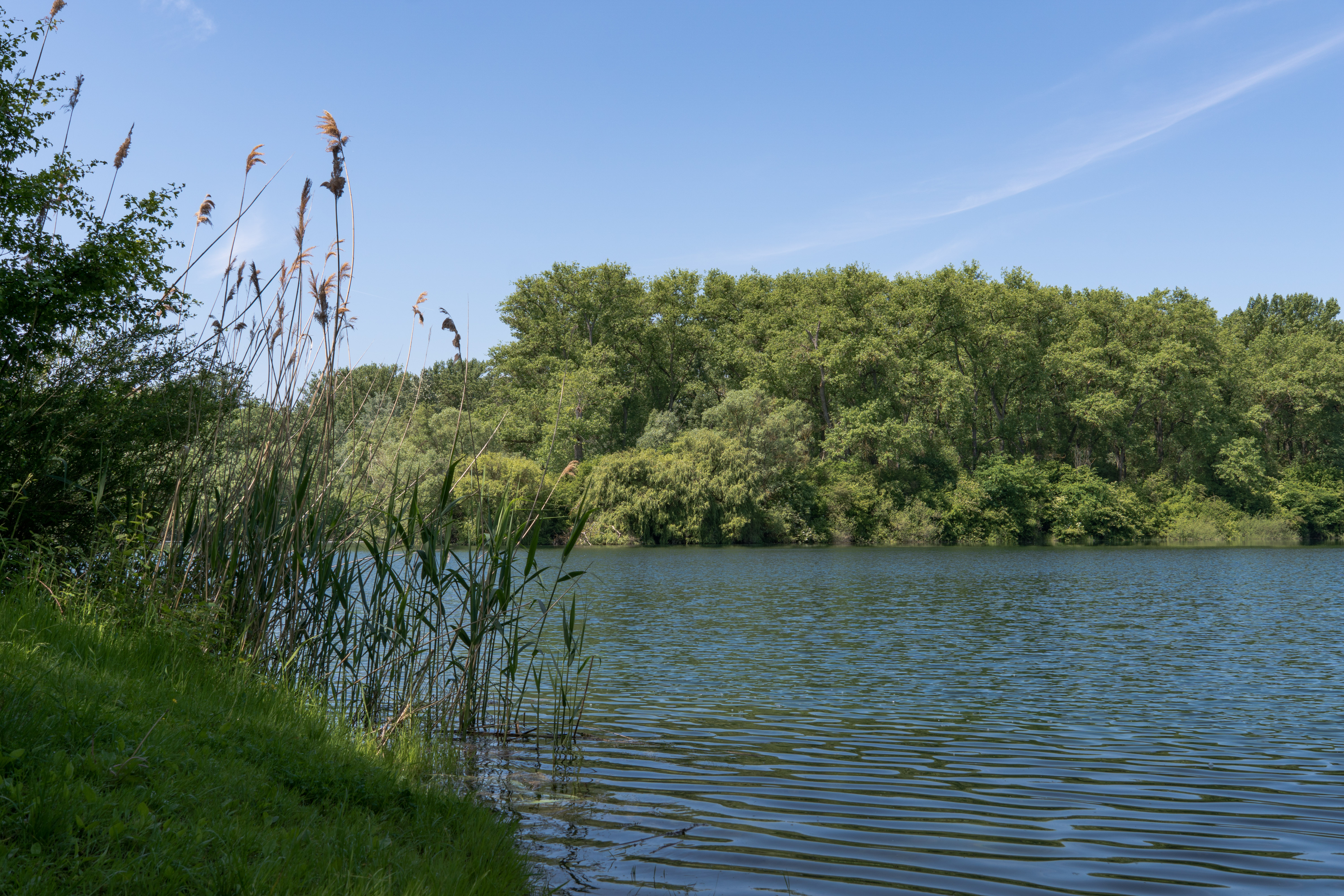

In der näheren Umgebung liegen diese Naturschutzgebiete (NSG):
- südlich das etwa 52 ha große NSG Lochwiesen von Biblis
- südwestlich das etwa 195 ha große NSG Steiner Wald von Nordheim.